# Baar (Svizzera)
Baar (toponimo tedesco) è un comune svizzero di 24 129 abitanti del Canton Zugo; ha lo status di città.

## Monumenti e luoghi d'interesse
- Chiesa cattolica di San Martino[1];

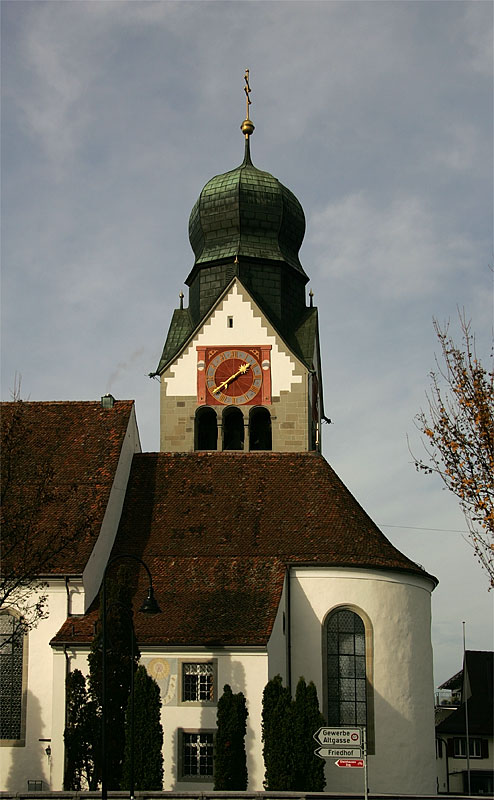
La chiesa di San Martino

- Chiesa riformata, eretta nel 1867[1].

## Società

### Evoluzione demografica
L'evoluzione demografica è riportata nella seguente tabella:
Abitanti censiti

## Infrastrutture e trasporti

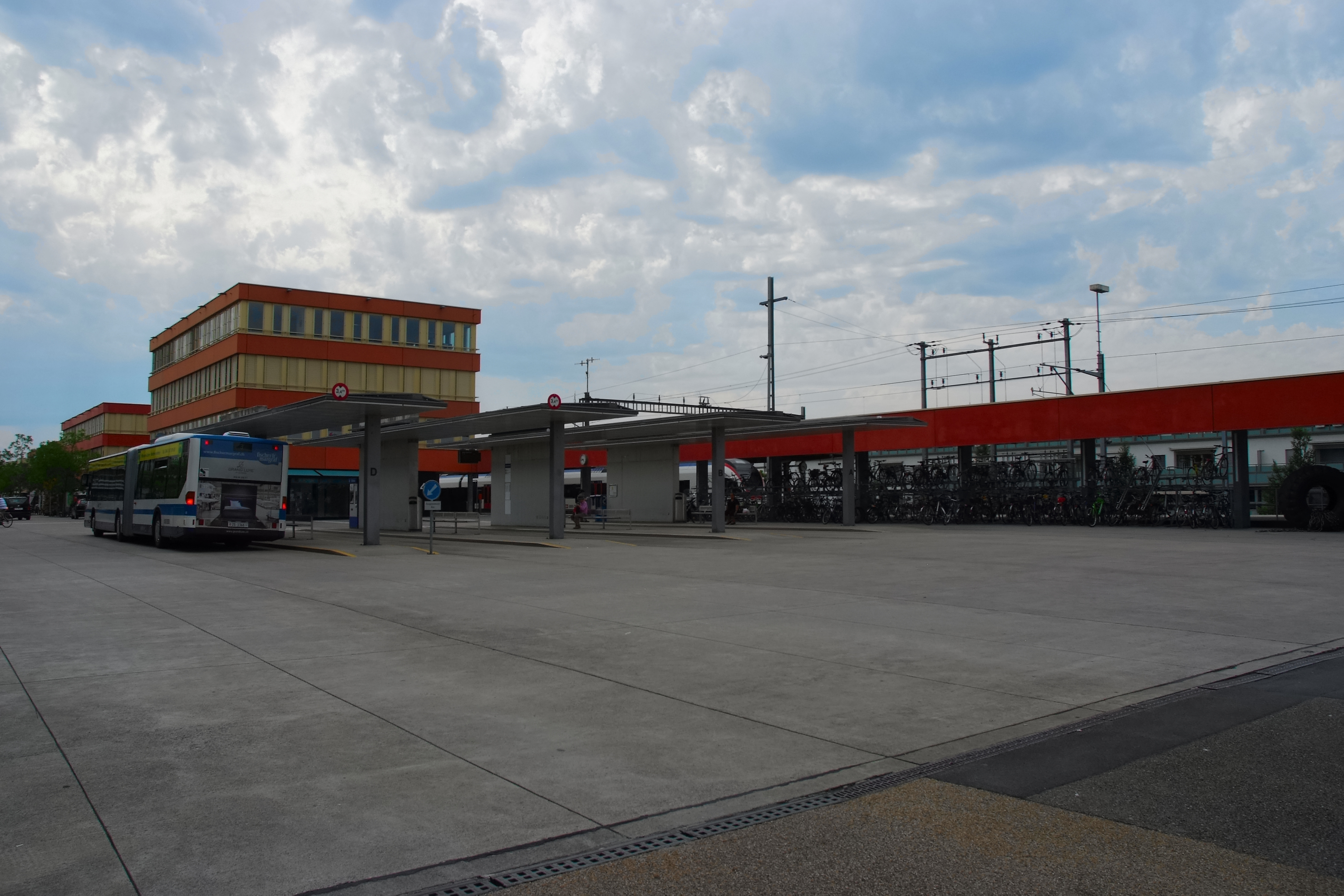
La stazione di Baar

Baar è servito dall'omonima stazione sulla ferrovia Thalwil-Zugo.

## Amministrazione
Ogni famiglia originaria del luogo fa parte del cosiddetto comune patriziale e ha la responsabilità della manutenzione di ogni bene ricadente all'interno dei confini del comune.

## Sport
A Baar ha sede la squadra di pallanuoto SC Frosch Aegeri.